# One More Shot
«One More Shot» és el segon senzill de l'àlbum recopilatori GRRR! de la banda britànica de rock and roll Rolling Stones, que ha sortit al mercat el dia 8 de novembre de 2012. Aquesta cançó ha seguit als senzill «Doom and Gloom» que van estrenar el l'11 d'octubre del mateix any.
Aquest segon senzill ha sortit a la llum a través de les emissores de ràdio de tot el món. Aquest àlbum s'emmarca dins de la celebració dels 50 anys de carrera de la banda.
Keith Richards n'és el compositor de la cançó, que comença amb un riff de sol i amb Mick Jagger cantant: Give me one more shot/That's all I got. Segons la revista Rolling Stone, la cançó pot recordar als fans de la banda a «Street Fighting Man» pel que fa al riff i a «Mixed Emotions» en la melodia.
El productor Don Was comentava a la mateixa revista:
| «         | It's got all this fucking power. Everyone was smiling. You can recognize it's the Rolling Stones from a mile away. | » |
| — Don Was | |   |